# Гомељска област
Гомељска област (блр. Го́мельская во́бласць, рус. Го́мельская о́бласть) је административна јединица на југоистоку Републике Белорусије. Административни центар је град Гомељ. Основана је 15. јануара 1938. године.

## Географија
Укупна површина области је 40.400 км² што чини петину укупне територије Републике Белорусије и површински је највећа административна јединица те земље. Граничи се са Брестском облашћу на истоку, Минском на северозападу и Могиљовском облашћу на северу. На западу је Брјанска област Русије, док на југу граничи са Украјином (Кијевска, Черниговска, Житомирска и Ривненска област).
Клима је умереноконтинентална, са топлим летима и благим зимама. Средња јануарска температура износи -5 до -6 °C, а јулски просек је између +18 и +19 °C. У зимском периоду учестали су јаки јужни ветрови, а у току лета западни и северозападни. Просечна годишња брзина ветра износи око 3 м/сек. Годишњи просек падавина се креће између 550 и 650 мм.
Вегетациони период је доста дуг, и траје од 191 до 209 дана. Клима погодује узгоју шећерне репе, кукуруза, винове лозе и других врста воћа.
Највеће и најважније реке области су Дњепар, Сож, Березина и Припјат. Реке су пловне и користе се за транспорт робе. Област је препуна мањих језера и мочвара, а највеће језеро је Чирвонаје (површине акваторије 43,6 км²). Под шумама је око 42% територије ове покрајине.
Гомељски регион има веома повољне услове за развој свих области људске делатности. Равничарски карактер, плодно земљиште, пловност река и природна богатства су допринели интензивном развоју овог краја од најранијих времена.

## Историја
Гомељска област успостављена је 15. јануара 1938. на основу закона тадашњег Совјетског Савеза о административном и територијалном уређењу земље.

## Административна подела
Гомељска област административно је подељена на 21 рејон (блр. раён; рус. район) и један град обласне субординације. У области постоји 18 насеља са статусом града и 17 насеља са административним статусом варошице (рус. городской посёлок) и 2.636 сеоских насеља. Административни центар области је град Гомељ.
| Рејон                 | Основан            | Административни центар | Површина км² | Становника попис 2009. |
| --------------------- | ------------------ | ---------------------- | ------------ | ---------------------- |
| Брагински рејон       | 1. септембар 1924. | Брагин                 | 1.960,46     | 14.211                 |
| Буда-Кашаљовски рејон | 17. јул 1924.      | Буда Кашаљова          | 1.594,90     | 35.738                 |
| Ветковски рејон       | 8. јануар 1926.    | Вјетка                 | 1.558,62     | 18.766                 |
| Гомељски рејон        | 27. јул 1937.      | Гомељ                  | 1.955,79     | 69.930                 |
| Добрушки рејон        | 8. децембар 1926.  | Добруш                 | 1.452,72     | 40.632                 |
| Житкавички рејон      | 17. јул 1924.      | Житкавичи              | 2.916,27     | 40.838                 |
| Жлобински рејон       | 17. јул 1924.      | Жлобин                 | 2.110,77     | 104.871                |
| Калинкавички рејон    | 17. јул 1924.      | Калинкавичи            | 2.756,24     | 64.055                 |
| Јељски рејон          | 17. јул 1924.      | Јељск                  | 1.365,68     | 17.839                 |
| Кармјански рејон      | 17. јул 1924.      | Карма                  | 949,15       | 15.456                 |
| Лељчички рејон        | 17. јул 1924.      | Лељчици                | 3.221,3      | 27.722                 |
| Лојевски рејон        | 1. август 1966.    | Лојев                  | 1.045,53     | 14.346                 |
| Мазирски рејон        | 17. јул 1924.      | Мазир                  | 1.603,47     | 128.817                |
| Наровљански рејон     | 17. јул 1924.      | Наровља                | 1.588,82     | 11.371                 |
| Октобарски рејон      | 28. јун 1939.      | Акцјабрски             | 1.381,19     | 15.989                 |
| Петрикавски рејон     | 17. јул 1924.      | Петрикав               | 2.835,18     | 33.960                 |
| Речички рејон         | 8. децембар 1926.  | Речица                 | 2.713,95     | 104.781                |
| Рагачовски рејон      | 17. јул 1924.      | Рагачов                | 2.066,99     | 60.933                 |
| Светлагорски рејон    | 17. јула 1924.     | Светлагорск            | 1.899,91     | 90.125                 |
| Хојнички рејон        | 18. децембар 1926. | Хојники                | 2.027,74     | 22.412                 |
| Чачерски рејон        | 8. децембар 1926.  | Чачерск                | 1.229,88     | 15.790                 |

## Демографија
Према проценама за 2011. годину, у области живи око 1.435.000 становника. Од тог броја око 30% живи у сеоским подручјима.
Национални састав становништва по пописима био је следећи:
| Народ     | Попис 1926. | Попис 1939. | Попис 1959. | Попис 1970. | Попис 1979. | Попис 1989. | Попис 1999. | Попис 2009. |
| --------- | ----------- | ----------- | ----------- | ----------- | ----------- | ----------- | ----------- | ----------- |
| Белоруси  |             | 734.556     | 1.183.706   | 1.294.046   | 1.318.546   | 1.338.097   | 1.301.346   | 1.271.019   |
| Руси      |             | 71.273      | 89.664      | 137.410     | 169.288     | 210.419     | 169.263     | 111.085     |
| Украјинци |             | 24.539      | 33.289      | 46.483      | 53.851      | 68.600      | 50.587      | 30.920      |
| Роми      |             | 979         | ...         | 2.199       | 2.676       | 3.602       | 3.258       | 2.501       |
| Јевреји   |             | 67.578      | 45.004      | 42.312      | 38.433      | 31.770      | 5.896       | 2.341       |
| Пољаци    |             | 4.369       | 7.119       | 4.841       | 4.731       | 4.556       | 3.572       | 1.958       |
| Јермени   |             | 286         | ...         | 316         | 317         | 658         | 1.625       | 915         |
| Молдавци  |             | 96          | ...         | 266         | 381         | 801         | 990         | 798         |
| Татари    |             | 866         | 379         | 924         | 918         | 1.355       | 1.136       | 776         |
| Азери     |             | 98          | ...         | 314         | 709         | 715         | 960         | 653         |
| Немци     |             | 411         | ...         | 577         | 629         | 754         | 887         | 442         |
| Туркмени  |             | 39          |             |             |             |             |             | 395         |
| Грузини   |             | 258         | ...         | 140         | 204         | 452         | 417         | 295         |
| Узбеци    |             | 129         | ...         | 268         | 470         | 459         | 273         | 273         |
| Литванци  |             | 356         | ...         | 427         | 402         | 707         | 411         | 271         |
| Казаси    |             | 240         | ...         | 168         | 197         | 434         | 223         | 196         |
| Чуваши    |             | 243         | ...         | 301         | 377         | 547         | 323         | 167         |
| Арапи     |             | ...         |             |             |             |             |             | 138         |
| Укупно    |             | 908.449     | 1.364.303   | 1.533.304   | 1.594.773   | 1.667.795   | 1.545.083   | 1.440.718   |

## Привреда
Главни енергент Гомељске области је тресет, и постоји преко 1.500 налазишта овог горива широм области. У близини града Речице су 1964. откривена прва лежишта нафте која се данас прерађује у рафинерији у Мазиру. Лежишта каменог угља су у југоисточном делу Припјатске низије, док се у Житкавичком рејону налазе богата лежишта уљних шкриљаца.
Залихе камене соли процењене су на преко 22 милијарде тона.
Гомељска област одликује се високим степеном индустријализације, а развијене су готово све гране индустрије. Ту се производи готово целокупна белоруска продукција нафте и гаса, индустријског челика, стакла итд.
У пољопривреди најразвијеније су млечно и месно сточарство и узгој кромпира, поврћа и лана. Обрадиво је нешто више од 50% свих површина, и од тог броја 12% засејаних површина је под кромпиром, поврће и инустријско биље чине 4,2%, крмно биље 34%.

### Саобраћај
Најважнији железнички правци који пролазе преко рејона су E 95 Одеса—Кијев—Санкт Петербург, Бахмач—Вилњус, М10 Брјанск—Брест.
Најважнији друмски правци су аутопутеви E 95 Санкт Петербург—Кијев—Одеса, Брјанск—Кобрин, М5 Гомељ—Минск, Гомељ—Мазир.
У близини Гомеља налази се међународни аеродром.
Преко територије рејона прелази и међународни нафтовод и гасовод „Дружба“.